# 鲤鱼塘镇
鲤鱼塘镇为湖南省永兴县所辖镇。2012年4月并入千冲乡。以原鲤鱼塘镇、千冲乡的行政区域为新设鲤鱼塘镇的行政区域，鲤鱼塘镇辖27个建制村、1个居委会，总面积209.5平方公里，总人口3.22万人，镇人民政府驻鲤鱼塘（原鲤鱼塘镇人民政府驻地）。

## 行政区划
- 合并前的鲤鱼塘镇下辖原鲤鱼塘社区、樟田村、洪波村、申明亭村、蕉坪村、联盟村、东岭村、东山村、松垣坊村、花坪村、中心村、火里把村、陈塘村、矮塘村、光明村、石溪村、垅塘村、圳水村、株山村、谭家村共计19行政村和1社区[3]。
- 合并前的千冲乡下辖千冲村、长冲村、彼坑村、高塘村、沅洞村、足泉村、青联村、板桥村共计8行政村[4]。